# Macranthera
Macranthera es un género plantas fanerógamas perteneciente a la familia Scrophulariaceae. Ahora clasificada dentro de la familia Orobanchaceae. Comprende 2 especies descritas y  aceptadas.

## Taxonomía
El género fue descrito por Nutt. ex Benth. y publicado en Edwards's Botanical Register 21: sub pl. 1770, unnumb. pg. [6]. 1835.    La especie tipo es:  Macranthera fuchsioides (Nutt.) Benth.

## Especies aceptadas
A continuación se brinda un listado de las especies del género Macranthera  aceptadas hasta mayo de 2014, ordenadas alfabéticamente. Para cada una se indica el nombre binomial seguido del autor, abreviado según las convenciones y usos: 
- Macranthera flammea (W. Bartram) Pennell
- Macranthera fuchsioides (Nutt.) Benth.